# Cnestidium
Cnestidium es un género  de plantas fanerógamas perteneciente a la familia de las connaráceas. Comprende cinco especies descritas y de estas, solo cuatro aceptadas.

## Descripción
Son lianas leñosas con hojas imparipinnadas. La inflorescencia paniculada, pseudoterminal en las axilas de las hojas superiores. Flores pequeñas, eglandulares, subsésiles; con sépalos valvados, no agrandados en la fruta; carpelos 5. Los folículos casi siempre solitarios, sésiles y que contienen una sola semilla arilada.

## Taxonomía
El género fue descrito por Jules Emile Planchon  y publicado en Linnaea  23: 440. 1850.

## Especies aceptadas
A continuación se brinda un listado de las especies del género Cnestidium aceptadas hasta diciembre de 2013, ordenadas alfabéticamente. Para cada una se indica el nombre binomial seguido del autor, abreviado según las convenciones y usos.
- Cnestidium bakeranum (Britton) Schellenb.
- Cnestidium froesii
- Cnestidium guianense
- Cnestidium refuscens  Planch.